# Bruno Lesouëf
Pour les articles homonymes, voir Lesouëf.
Bruno Lesouëf, né le 29 juin 1957 dans le 8e arrondissement de Paris et mort le 19 juin 2018 à Villejuif, est à partir d'octobre 2013, le directeur des affaires publiques pour la Presse de Lagardère Active.
Il a été avant cela directeur général des publications de la presse magazine France et International pendant neuf ans. Il a été également, de février 2011 à avril 2018 président du Syndicat de la presse magazine.  Dans ses fonctions à la tête du Syndicat, il a œuvré à défendre les intérêts de la presse magazine dans toute sa diversité. Il a  toujours fait preuve d'une grande droiture et d'un sens de l'intérêt collectif qui lui a valu l'estime de tous les administrateurs. 

## Biographie
Bruno Lesouëf naît le 29 juin 1957.
Il est diplômé de l'Institut supérieur de gestion et ancien élève de l'université de Munich (3e cycle).
Il commence sa carrière en 1982 comme contrôleur de gestion au sein du groupe Promodès. 
En 1985, il intègre le groupe Hachette Filipacchi aux mêmes fonctions, avant d'être nommé directeur du management d’Edimonde Loisirs en 1988. Il devient ensuite directeur délégué des titres « Sport et Disney » de Hachette Filipacchi Presse en 1995, puis des magazines de cinéma et de jeux vidéo en 1997. 
En 1999, il est nommé gérant directeur de publication, chargé du pôle Presse Actualité-Grand Public Jeunesse. En 2003, il lance l'hebdomadaire people féminin Public.
À partir de 2004, il occupe les fonctions de directeur général adjoint d'Hachette Filipacchi Médias. 
Depuis 2007, il est nommé directeur général des Publications de la Presse Magazine France au sein de Lagardère Active (Paris Match, ELLE, JDD, Télé 7 Jours). En 2008, il est à l’origine de l'acquisition des publications du groupe Massin et du rapprochement de TV Hebdo (Lagardère) et TV Magazine (Socpresse)
En 2010, il initie la création d'un nouvel hebdomadaire féminin haut de gamme générationnel, Be, et engage la transformation du schéma industriel du Journal du dimanche, qui aboutira à la nouvelle formule de mars 2011, en format grand tabloïd.
Il est président du Syndicat des éditeurs de la presse magazine (SEPM)
Marié avec Marie-Ange, le couple a trois enfants, Brune, Paul et Jules.
Bruno Lesouëf est décédé le 20 juin 2018.

## Autres mandats
- Vice-président du conseil de surveillance du groupe Psychologies SA[13], éditeur du mensuel Psychologies magazine
- Membre du bureau du SPQN[Quoi ?]
- Vice-président du Bureau du Conseil Supérieur des Messageries de Presse (CSMP)[14]
- Gérant au sein du Conseil de Gérance Presstalis[15]
- Administrateur de la coopérative de distribution des magazines et de la coopérative de distribution des quotidiens[16]
- Président du Syndicat de la Presse Magazine (SPM) à partir de février 2011[4]
- Directeur de la publication du Journal du Dimanche[17]
- Administrateur de la S. A. IPM (quotidiens belges La Dernière Heure et La Libre) [13]